# Flagstaff House
La Flagstaff House, construida en 1846, es el ejemplo más antiguo de arquitectura occidental que se conserva en Hong Kong (China). Está situada en el 10 de Cotton Tree Drive, en Central, dentro del Parque de Hong Kong. Durante la época colonial, fue la residencia del comandante de las fuerzas británicas en Hong Kong. En la actualidad, la Flagstaff House alberga el Museo de Accesorios de Té.

## Historia

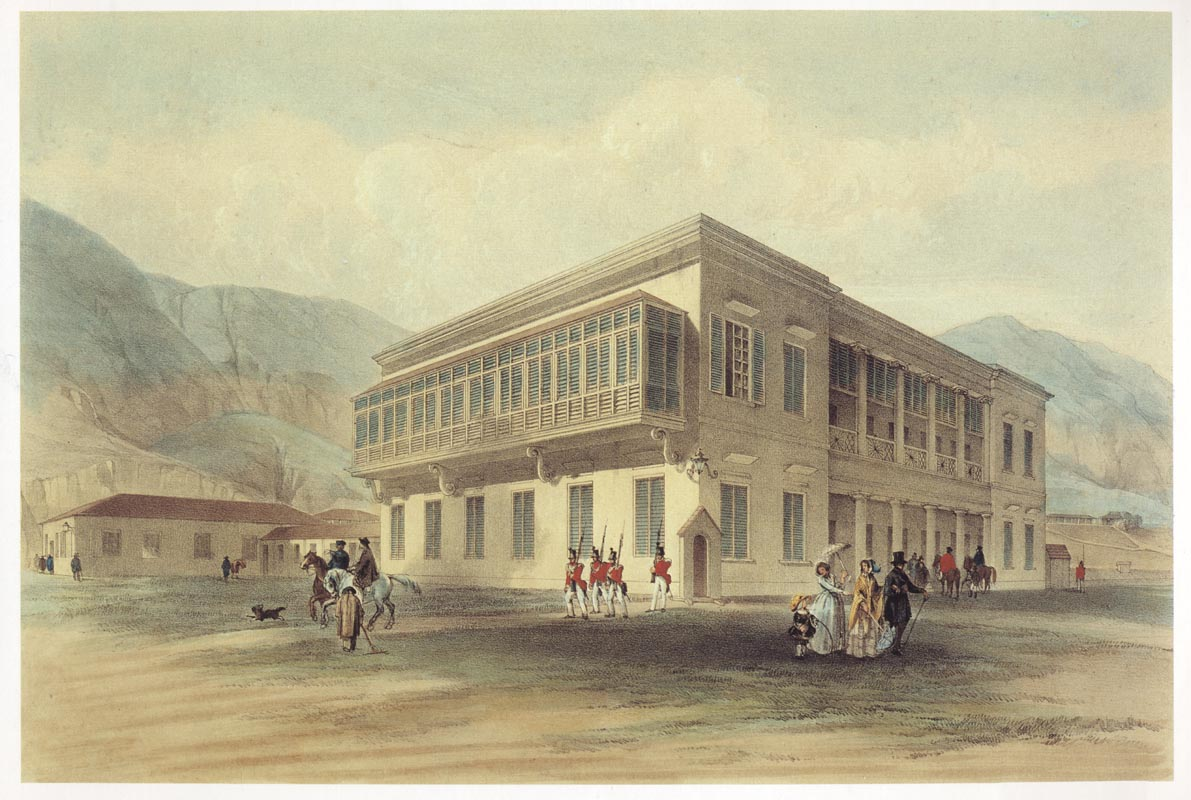
La Flagstaff House en 1846.

La Flagstaff House se llamaba Headquarters House hasta 1932. La ubicación elegida para su construcción estaba en un pequeño acantilado, por encima de los cuarteles británicos y de Queen's Road, que entonces discurría junto a la línea de costa.
El edificio fue diseñado en estilo neogriego. Los historiadores creen que fue diseñado o bien por Murdoch Bruce, un inspector de edificios escocés, o bien por el teniente Bernard Collinson del Cuerpo de Ingenieros del Ejército Británico. Su construcción se completó en 1846, y su primer ocupante fue el mayor general George Charles D'Aguilar, general al mando desde 1844 hasta 1846, quien también ostentaba el cargo de vicegobernador.
Sus alas este y oeste fueron bombardeadas durante la invasión japonesa en la Segunda Guerra Mundial. Posteriormente, los japoneses la repararon y su comandante usó el edificio como su residencia durante la ocupación.
Después de la guerra, Flagstaff House volvió a ser la residencia del comandante británico, hasta que en 1978 se trasladó a una nueva casa construida a tal efecto en Barker Road. Entonces fue entregada por el Ejército al Gobierno civil de Hong Kong como parte de la recalificación del cuartel Victoria. El Gobierno la puso bajo la responsabilidad del Consejo Urbano en 1981.
En 1989, el edificio fue declarado monumento. Fue restaurado con la mayor fidelidad posible a su aspecto original de mediados del siglo xix, se reforzó su estructura, y su interior se modificó para que pudiera ser usado como museo. 

## Museo de Accesorios de Té

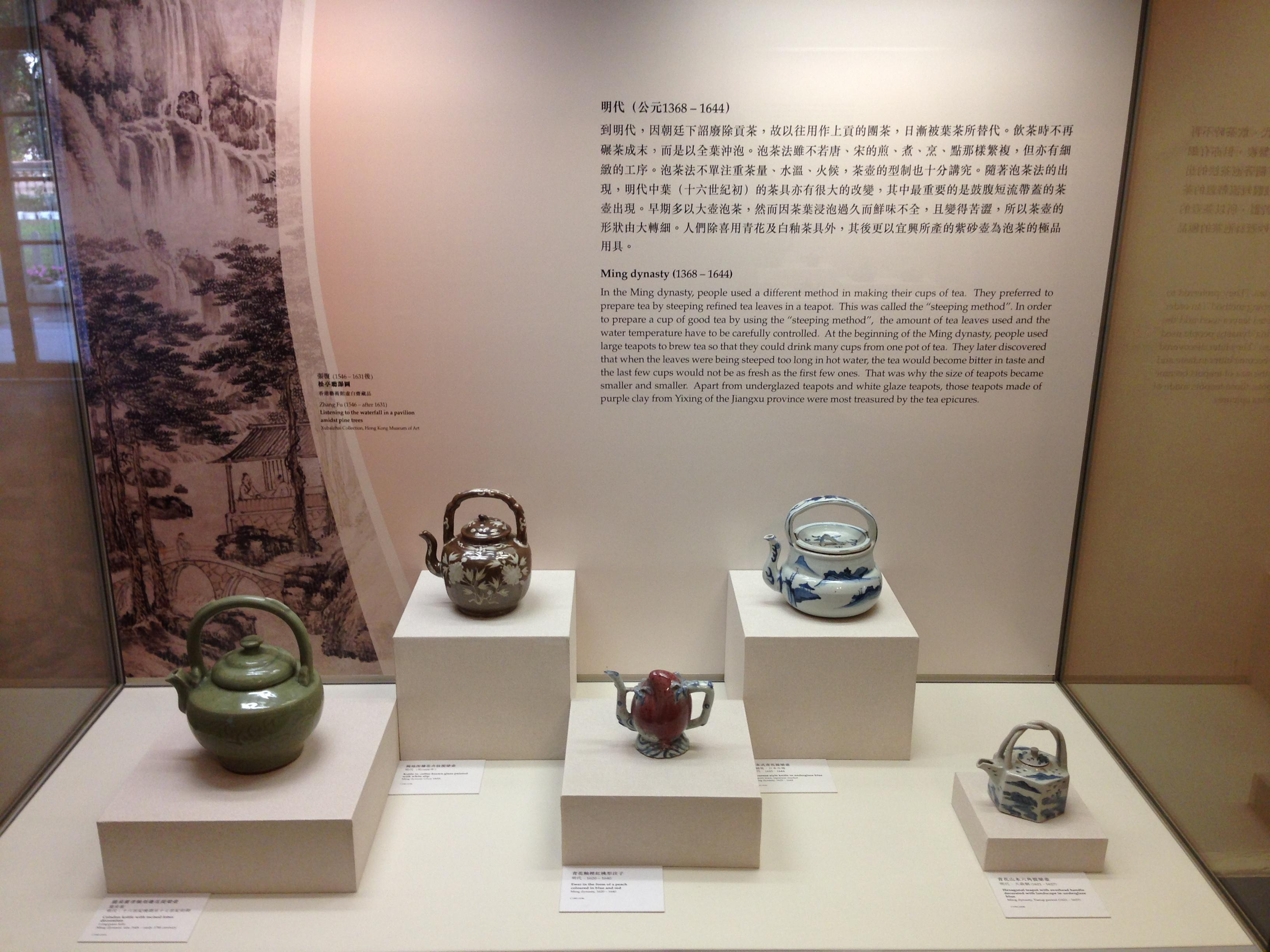
Una exposición de accesorios de té en el Museo de Flagstaff House.

En 1984, se inauguró el Museo de Accesorios de Té de Flagstaff House, una sucursal del Museo de Arte de Hong Kong. El museo está especializado en la recopilación, estudio y exhibición de accesorios de té, incluidos muchos ejemplos de teteras de arcilla de Yixing de la provincia china de Jiangsu, así como la tetera más antigua conocida que se conserva del mundo.
En 1995, se construyó e inauguró una nueva ala, la Galería K. S. Lo. Está dedicada al coleccionista local (y fundador de la empresa Vitasoy) Kwee Seong Lo, quien hizo una donación a la ciudad en la década de 1970, que constituye actualmente el núcleo de la colección del museo. La nueva galería contiene una colección de cerámica y sellos chinos.